# Epipagis adipaloides
Epipagis adipaloides là một loài bướm đêm trong họ Crambidae.